# Открытый чемпионат Японии по теннису 2009
Открытый чемпионат Японии по теннису 2009 года — ежегодный профессиональный теннисный турнир в серии ATP 500 для мужчин и в серии турниров ITF для женщин. Соревнование традиционно проводится на открытых хардовых кортах в Токио, Япония. Соревнования прошли с 5 по 11 октября.
Прошлогодние победители:
- мужчины одиночки —  Томаш Бердых
- женщины одиночки —  Каролина Возняцки
- мужчины пары —  Михаил Зверев /  Михаил Южный
- женщины пары —  Джилл Крейбас /  Марина Эракович

## Соревнования

### Мужчины. Одиночный турнир
Жо-Вилфрид Тсонга обыграл  Михаила Южного со счётом 6-3, 6-3.
- Тсонга выигрывает 3-й титул в сезоне и 5-й за карьеру в основном туре ассоциации.
- Южный уступает 2-й финал в сезоне и 6-й за карьеру в основном туре ассоциации.

### Женщины. Одиночный турнир
Жюли Куэн обыграла  Ольгу Савчук со счётом 7-6(6) 4-6 7-6(6).
- Куэн выигрывает 2-й титул в сезоне и 7-й за карьеру в туре федерации.
- Савчук уступает 1-й финал в сезоне и 4-й за карьеру в туре федерации.

### Мужчины. Парный турнир
Юрген Мельцер /  Юлиан Ноул обыграли  Джордана Керра /  Роса Хатчинса со счётом 6-2, 5-7, [10-8].
- Ноул выигрывает 2-й титул в сезоне и 13-й за карьеру в основном туре ассоциации.
- Мельцер выигрывает 2-й титул в сезоне и 6-й за карьеру в основном туре ассоциации.

### Женщины. Парный турнир
Аюми Морита /  Чжань Юнжань обыграли  Кимико Датэ-Крумм /  Рику Фудзивару со счётом 6-2 6-4
- Чжань выигрывает 2-й титул в сезоне и 12-й за карьеру в туре федерации.
- Морита выигрывает 1-й титул в сезоне и 3-й за карьеру в туре федерации.